# Songs of Mass Destruction
Songs of Mass Destruction é o quarto álbum de estúdio da cantora escocesa Annie Lennox, lançado em 1 de Outubro de 2007 pelo selo BMG. O álbum traz a canção Sing, com a participação de várias cantoras da música contemporânea como Madonna, Sarah Brightman, Céline Dion e muitas outras. A canção teve toda a sua renda revertida para o tratamento de portadores do virus HIV. A música "Dark Road" foi o primeiro single do disco.

## Faixas
Todas as músicas foram compostas por Annie Lennox, exceto "Womankind" com a participação de Nadirah X.
1. "Dark Road" – 3:47
2. "Love Is Blind" – 4:18
3. "Smithereens" – 5:17
4. "Ghosts in My Machine" – 3:30
5. "Womankind" – 4:28
6. "Through the Glass Darkly" – 3:29
7. "Lost" – 3:41
8. "Coloured Bedspread" – 4:29
9. "Sing" – 4:48 †
10. "Big Sky" – 4:02
11. "Fingernail Moon" – 5:02

Vocais de Anastacia, Isobel Campbell, Dido, Céline Dion, Melissa Etheridge, Fergie, Beth Gibbons, Faith Hill, Angélique Kidjo, Beverley Knight, Gladys Knight, k.d. lang, Madonna, Sarah McLachlan, Beth Orton, Pink, Bonnie Raitt, Shakira, Shingai Shoniwa, Joss Stone, Sugababes, KT Tunstall e Martha Wainwright.